# Sandgate Castle

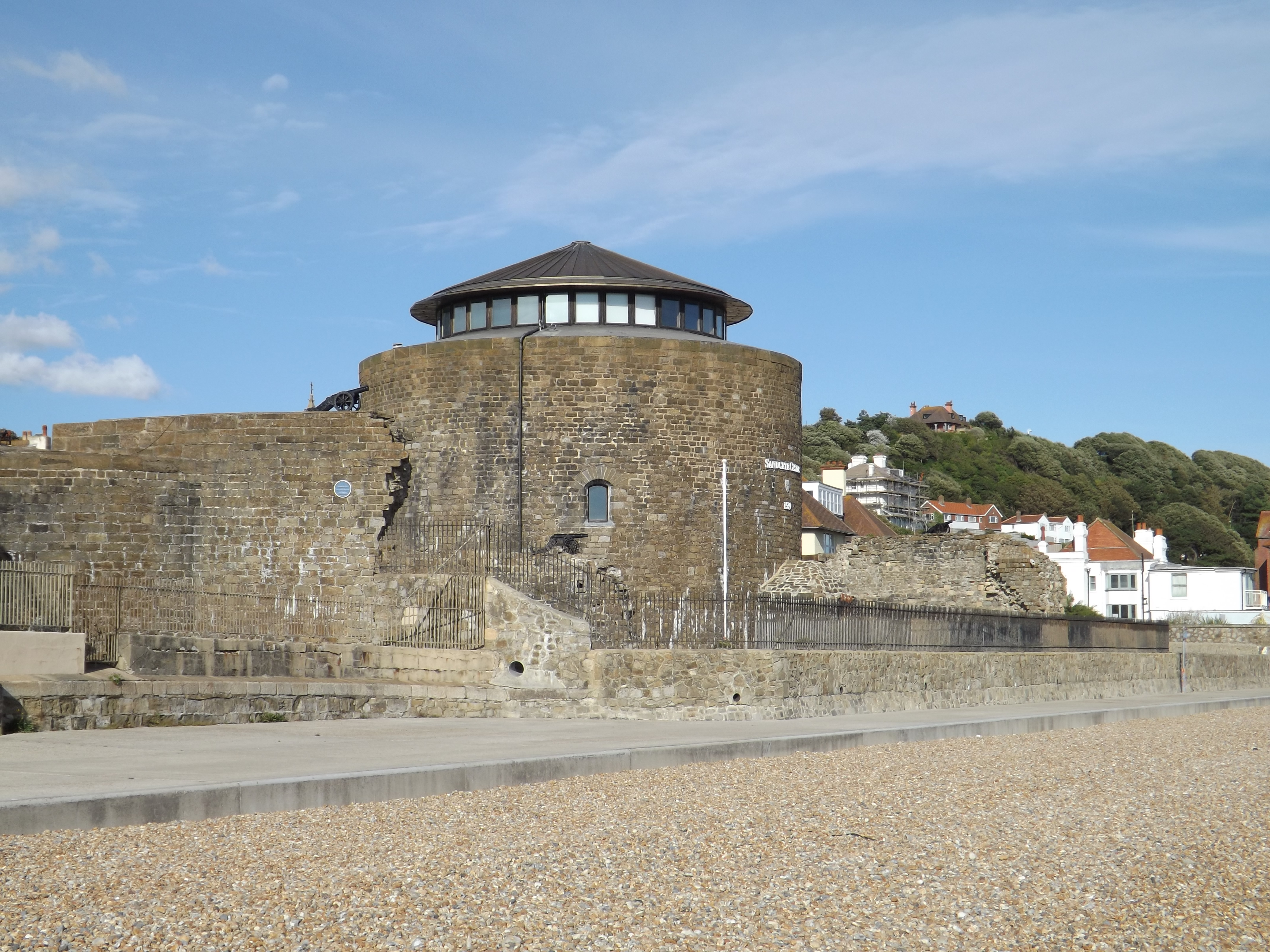
Sandgate Castle vom Strand aus

Sandgate Castle ist ein Artilleriefort, das König Heinrich VIII. 1539–1540 in Sandgate in der englischen Grafschaft Kent bauen ließ. Es bildete einen Teil des königlichen Device-Fort-Programms, das England vor einer Invasion aus Frankreich und dem Heiligen Römischen Reich schützen und der Verteidigung verwundbarer Punkte entlang der Küste dienen sollte. Das Fort bestand aus einem steinernen Donjon in der Mitte, drei zusätzlichen Türmen und einem Torhaus. Dort konnten vier Reihen Artillerie stationiert werden und es war mit 142 Geschützstellungen für Kanonen und Handfeuerwaffen ausgestattet.
Sandgate Castle wurde 1642, am Beginn des englischen Bürgerkrieges, von den Parlamentaristen eingenommen und gegen Ende des Bürgerkrieges 1648 von royalistischen Rebellen erobert. Zwischen 1805 und 1808, während der Koalitionskriege, wurde das Fort grundlegend umgebaut. Seine Höhe wurde entscheidend verringert und der Donjon in einen Martello-Turm umgebaut. Nach Ende der Arbeiten wurde das Fort mit zehn 24-Pfünder-Kanonen ausgestattet und die Garnisonsstärke betrug 40 Mann.
Seit Anfang des 17. Jahrhunderts litt Sandgate Castle unter der Küstenerosion und Mitte des 19. Jahrhunderts hatte die sich zurückziehende Küstenlinie den Rand der Burgmauern erreicht. Die hohen Kosten für die notwendigen Reparaturen trugen zur Entscheidung der Regierung bei, das Fort 1888 zu verkaufen. Anfangs kaufte eine britische Eisenbahngesellschaft Sandgate Castle, dann ging es in private Hände über. Die Küstenerosion schritt weiter fort und in den 1950er-Jahren war der südliche Teil der Burg vom Meer zerstört worden. Das verbleibende Fort wurde 1975–1979 auf Betreiben von Peter und Barbara McGregor restauriert und diente ihnen als privates Wohnhaus. Auch heute noch ist Sandgate Castle in privater Hand und English Heritage hat es als historisches Bauwerk I. Grades gelistet.

## Geschichte

### 16. Jahrhundert

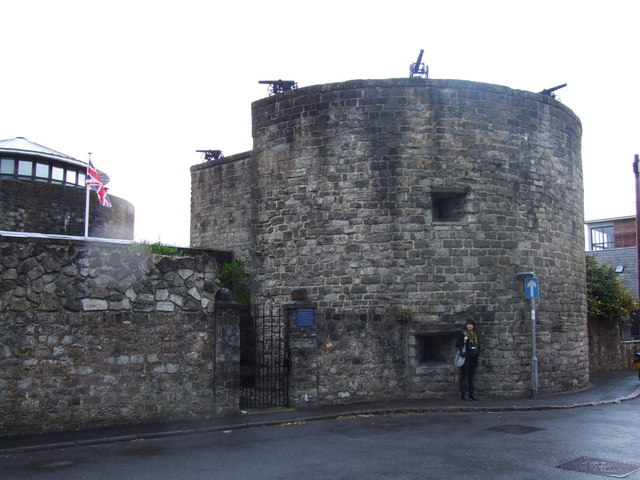
Donjon (links) und Torhaus (rechts) im Jahre 2009

Sandgate Castle wurde infolge internationaler Spannungen zwischen England, Frankreich und dem Heiligen Römischen Reich in den letzten Jahren der Regierungszeit Heinrichs VIII. errichtet. Traditionell hatte die Krone die Küstenverteidigung den örtlichen Herren und Kommunen überlassen und nahm nur eine bescheidene Rolle im Bau und der Unterhaltung von Küstenfestungen ein. Solange Frankreich und das Heilige Römische Reich miteinander in Konflikt waren, waren zwar Überfälle auf England von See her üblich, aber eine Invasion Englands erschien unwahrscheinlich. Bescheidene Befestigungen, wie einfache Blockhäuser oder Türme, existierten im Südwesten Englands und entlang der Küste von Sussex; ein paar beeindruckendere Burgen lagen im Norden Englands, aber im Allgemeinen waren die Festungen nicht sehr groß.
1533 brach König Heinrich mit Papst Paul III. über die Annullierung seiner langandauernden Ehe mit Katharina von Aragon und eine erneute Heirat. Katharina war eine Tante des spanischen Königs Karl V. und dieser verstand die Annullierung der Ehe als persönliche Beleidigung. Dies führte 1538 zu einer Allianz zwischen Frankreich und dem Heiligen Römischen Reich gegen König Heinrich und der Papst bestärkte die beiden Länder darin, England anzugreifen. Eine Invasion Englands erschien sicher. Als Antwort darauf gab König Heinrich eine Order (engl.: Device) heraus, die Befehle zur „Verteidigung des Reiches in Zeiten der Invasion“ und zum Bau von Forts entlang der englischen Küste enthielt.
Sandgate Castle war für die Verteidigung eines verwundbaren Punktes an den Klippen von Kent, knapp westlich von Folkestone, gedacht. Man befürchtete, dass dort eine feindliche Streitmacht landen und leicht ins Landesinnere vordringen könnte. Der Bau von Sandgate Castle wurde vom mährischen Bauingenieur Stephan von Haschenperg überwacht und Thomas Cockys und Richard Keys agierten als Kommissare für das Projekt. In der ersten Bauphase 1539 beschäftigte man ein Team von 237 Männern, darunter Maurer, Steinbrucharbeiter, Kalkbrenner und Holzfäller, die den Baugrund vorbereiteten. Die Maurer kamen bis von Somerset und Gloucestershire. Im Sommer waren schon über 500 Leute beschäftigt, Hilfsarbeiter, Maurer, Schreiner und Säger. Nach einer Pause in den Wintermonaten wurden die Arbeiten im Sommer des Folgejahres wieder aufgenommen; im Juli arbeiteten 630 Mann an der Burg.
Die Fundamente der Burg waren auf dem darunterliegenden Kiesstrand gegründet. Die Mauern bestanden aus Ragstone (hartem, kentischen Kalkstein), der meist grob übereinander gelegt wurde, wobei einige Arbeiten in feinerem Werkstein ausgeführt wurden und die Details in Pierre de Caen. Der größte Teil des Ragstone wurde von den Stränden vor Ort gewonnen, wo es geeignete Felsvorsprünge westlich und östlich des Bauplatzes gab. 459 Tonnen Pierre de Caen wurden von den Prioreien Christ Church und Horton gewonnen, die erst kürzlich von König Heinrich aufgelöst worden waren. Insgesamt wurden 147.000 Ziegel verbraucht, die in 13 verschiedenen Ziegeleien hergestellt wurden, ebenso wie 44.000 Steinplatten, hauptsächlich in Wye gefertigt, 1.859 Wagenladungen Kalk, 110 Tonnen Kohle und 979 Tonnen Bauholz. Die Gesamtkosten des Projektes beliefen sich auf £ 5584.
In der Mitte der neuen Burg stand ein Donjon mit kreisrundem Grundriss, umgeben von drei Türmen mit ovalem Grundriss, Bastionen nach Nordwesten, Nordosten und Süden sowie einem Torhaus auf der Nordseite. Dieses Ensemble war von zwei Kurtinen umgeben, die eine dreieckige Kernburg und Vorburg bildeten. Überdachte, steinerne Gänge, drei Stockwerke hoch, verbanden die Türme, den Donjon und das Torhaus. Der äußere Burghof war grasbedeckt und hatte eine steinerne Sickergrube neben dem Nordostturm, die mit unterirdischen Leitungen mit der Kernburg verbunden war. Das Innere der Burg war über eine Türe auf der Rückseite des Torhauses erreichbar, die man ursprünglich „Halbmond“ nannte und die durch eine Treppe im Inneren eines Ganges mit dem Donjon verbunden war. Es gab vier Reihen Geschütze in der fertigen Burg, vom Erdgeschoss bis zum Dach des Donjons, insgesamt 142 Geschützstellungen für Kanonen und Handfeuerwaffen. Die Auslegung entsprach denen der nahegelegenen Walmer Castle und Deal Castle.
Sandgate Castle wurde im Herbst 1540 fertiggestellt. König Heinrich könnte die Burg anlässlich seines Besuches in Folkestone im Mai 1542 besichtigt haben. Königin Elisabeth I. besuchte die Festung 1573 und nutzte sie auch, um dort den Höfling Thomas Keyes eine Zeitlang einsperren zu lassen, nachdem er Lady Mary Grey gegen den Wunsch der Königin geheiratet hatte. Es ist aufgezeichnet, dass die Festung 1593 mit sieben Stücken Artillerie ausgestattet wurde: eine Feldschlange, zwei halben Feldschlangen, drei kleinen Feldschlangen und einer Minion, zusammen mit Musketen, Pfeilen und Bögen.

### 17. und 18. Jahrhundert

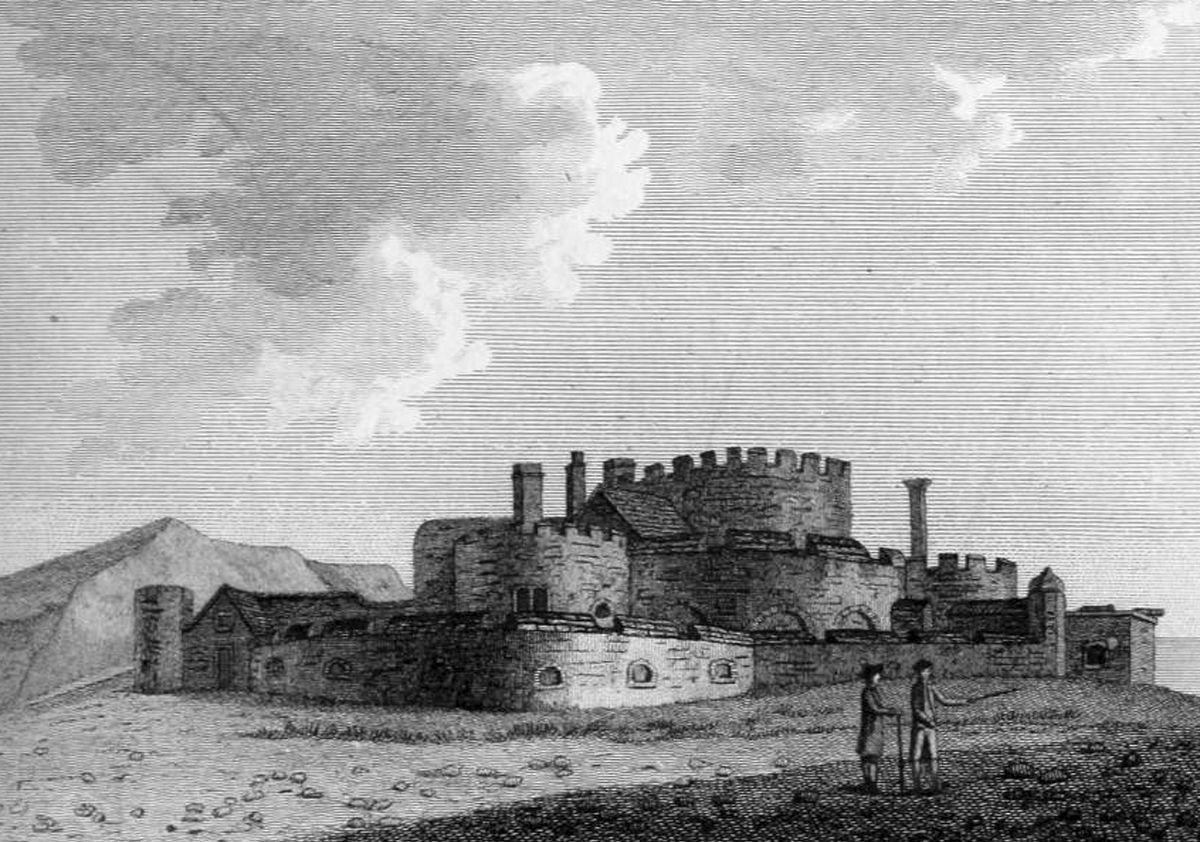
Abbildung des Forts um 1762

1609 bestand die Garnison aus einem Kapitän und seinem Leutnant, fünf Soldaten, zwei Portiers und zehn Schützen. Der Mörtel, der beim Bau des Forts verwendet worden war, war besonders schlecht und zeigte bereits 1616 deutliche Verfallserscheinungen. Ein Zustandsbericht aus diesem Jahr zeigte, dass das Fort schon deutlich verfallen war; die Reparaturkosten wurden auf £ 260 geschätzt. Außerdem wird berichtet, das seine 30 Meter breite Geschützplattform für 10 Kanonen entlang der Südmauer gebaut worden war, die die bisherige südliche Batterie ersetzte. Ein Zustandsbericht von 1623 erwähnt dieselben Probleme und zusätzlich, dass die Küstenerosion 1/3 der Südmauer hatte einstürzen lassen; die nun notwendigen Reparaturen einschließlich der Verstärkung der Mauern wurde auf £ 560 geschätzt.
Vier Jahre später berichtete der Kapitän des Forts, Richard Chalcroft mitten in den Befürchtungen eines Krieges mit Frankreich und Spanien, dass die Festung in einem so schlechten Zustand sei, dass sie „weder bewohnbar noch gegen irgendeinen Angriff zu verteidigen sei und schon gar nicht im Stande sei, die Straßen zu schützen“. Ein Inspektionsteam stellte fest, dass es ein Leichtes war, die ruinösen Mauern des Forts mit seinen verfaulten Holzbalken zu erklimmen und dass infolgedessen die Artillerie demontiert und am Strand wieder aufgebaut worden war. Aber die Burg wurde vermutlich vor 1638 immer noch nicht repariert.
1642, zu Beginn des englischen Bürgerkrieges zwischen den Unterstützern König Karls I. und denen des Parlamentes, wurde Sandgate Castle von den parlamentaristischen Truppen eingenommen, wenn auch der Kapitän des Forts, Richard Hippisley, auf seinem Posten blieb. Der Bürgerkrieg endete zunächst 1646, flammte aber nach einigen Jahren unsteten Friedens 1648 erneut aus. Die Seestreitmacht des Parlaments war in Kent stationiert und hatte zu ihrem Schutz die Device Forts Deal Castle, Sandown Castle und Walmer Castle, aber im Mai war im ganzen Land der royalistische Aufstand im Gange und die Flotte schloss sich der Rebellion an. Sandgate Castle und ihre Schwesterforts wurden von den Royalisten eingenommen. Die parlamentaristischen Truppen schlugen den weiteren Aufstand aber Anfang Juni in der Schlacht von Maidstone nieder und sandte eine Streitmacht unter dem Kommando von Colonel Rich zu den kentischen Forts. Sandgate Castle war noch im August desselben Jahres besetzt, als Rich Streitkräfte dorthin sandte, um zu verhindern, dass die dortige Garnison intervenierte und seine Angriffe auf  Deal Castle und Sandown Castle störte. Bald darauf wurde es aber wieder zurückerobert.
Während des Interregnums war Hippisley anfangs weiterhin Kapitän von Sandgate Castle, bis er 1653 ersetzt wurde, was zu einer Beschwerde seinerseits, dass er unfair behandelt worden sei und dass ihm das Parlament Geld schulde, führte. In dieser Zeit wurde die Garnison um einen Gouverneur, zwei Korporale, 20 Soldaten und drei Schützen erweitert. Als Karl II. 1660 auf den Thron kam, blieben Sandgate Castle und die anderen Device Forts anfangs noch der Kern der Verteidigungsanlagen an der Südküste, aber damals war ihre Konstruktion schon veraltet. Die Garnison wurde auf das Maß vor dem Bürgerkrieg zurückgestutzt und dann 1682 weiter auf nur zehn Mann verringert. Sandgate Castle war nun in sehr schlechtem Zustand und 1663 waren £ 200 zur Reparatur des Forts freigegeben worden, die teilweise aus der Weitergabe von Ländereien, die von ehemaligen Unterstützern der Parlamentaristen um Sandgate konfisziert worden waren, finanziert wurden.

### 19. Jahrhundert

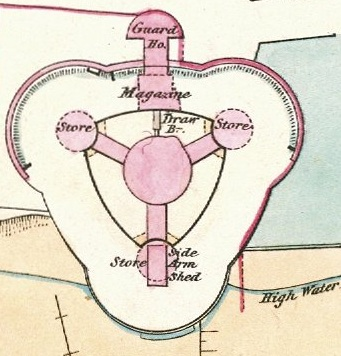
Grundriss der Burg um 1867. Nordwestturm, Nordostturm und Torhaus sind oben.

Sandgate Castle war auch noch während der Koalitionskriege zu Beginn des 19. Jahrhunderts in Gebrauch, war aber in wesentlichen Teilen neu erbaut. Brigadegeneral William Twiss berichtete 1804 über die Südküste und schlug den Bau einer Reihe von 58 neuen Verteidigungstürmen an ihr entlang vor. Als Teil dieser Arbeiten sollte Sandgate Castle in eine „sichere Seebatterie“ umgebaut werden. Nach einigem Widerspruch und vielen Verzögerungen innerhalb des War Office begannen die Arbeiten an der Burg endlich 1805.
Im Zuge dieses Projektes wurde die Höhe des Forts deutlich verringert, wodurch ein Großteil der Verteidigungsanlagen zerstört wurde. Die oberen Stockwerke des Donjons, der Türme, der überdachten Umgänge und des Torhauses wurden alle abgerissen, zusammen mit einigen Gebäuden in der Kernburg. Der so erhaltene Schutt wurde zur Verfüllung der Vorburg verwendet, sodass deren Niveau angehoben und der innere Burghof praktisch zum Burggraben gemacht wurde. Die innere Kurtine wurde in der Höhe auf ein Stockwerk reduziert und die äußere Kurtine neu verkleidet. Eine Esplanade und ein Wehrgang wurden um die verbleibende äußere Kurtine gebaut, auf denen mindestens acht Geschützstellungen angebracht wurden.
Der kreisrunde Donjon wurde in einen Martello-Turm, eine Art napoleonischer Artilleriefestung, umgewandelt. Dieser war nun nur noch zwei Stockwerke hoch, auch wenn die inneren Mauern und Durchgänge fast unbeschadet erhalten blieben. Der Zugang war im Obergeschoss über eine ungewöhnliche, verschiebbare Zugbrücke, die auf Schienen lief und in den Boden zurückgezogen werden konnte. Die verschiedenen Geschosse waren durch Wendeltreppen miteinander verbunden. Das Untergeschoss des Donjons beherbergte ein aus Ziegeln gebautes Artilleriemagazin und auf dem Dach, das durch einen Pfeiler, der über die gesamte Gebäudehöhe verlief, in der Mitte gestützt wurde, befand sich ein einzelner Geschützstand.
Der Nordost- und der Nordwestturm, die nun nur mehr ein Stockwerk hoch waren, wurden mit Rasen bepflanzt und so der hintere Teil des äußeren Burghofes in eine flache, grasbepflanzte Esplanade verwandelt. Der Südturm wurde in der Höhe auf zwei Stockwerke reduziert, diente aber weiterhin als Geschützplattform. Die überdachten Gänge zwischen dem Donjon und den Türmen waren nun ebenfalls nur noch ein Stockwerk hoch und verbanden die versunkenen Türme in der Nordost- und der Nordwestbastion. Die oberen Stockwerke des Torhauses wurden neu aufgebaut, während das Erdgeschoss in seinem ursprünglichen Zustand aus dem 16. Jahrhundert blieb.
Die Veränderungen an der Burg waren 1808 fertig. Das Fort wurde mit acht 24-Pfünder-Kanonen entlang der äußeren Mauer ausgerüstet, ebenso wie mit einem weiteren Geschütz auf dem Dach der Südbastion und einem auf dem Donjon. Die neue Burg bot einer Garnison von 40 Mann Raum.
1859 wurde das Fort neu mit schwererer Artillerie ausgestattet, einer Kombination von 32-Pfündern und 68-Pfündern. Ein neues Magazin wurde gebaut, bestehend aus einem großen Ziegelgebäude, das in drei Räume zur Lagerung von Schießpulver aufgeteilt und speziell so konstruiert war, dass das Schießpulver trocken gehalten wurde. Die äußeren Geschützstände wurden auch umgebaut, wobei die Fundamente von 1806 wieder genutzt wurden. Die beiden, bis heute erhaltenen Geschützstände in der Nordwest- und der Nordostbastion stammen von 1859.
Die Küstenerosion blieb weiterhin ein Problem. Mitte des 19. Jahrhunderts erreichten die Fluten die südliche Kante der Burg und ein Zustandsbericht von 1866 weist darauf hin, dass die Mauern von der See unterspült seien. Trotz des Einbringens von Schutzpfeilern um die Burg wurde diese durch die Überflutungen 1875 und 1878 schwer beschädigt, was zu ernsten Rissen im Mauerwerk führte. Die hohen Unterhaltungskosten in Kombination mit der schwindenden Nutzbarkeit veranlassten die Regierung 1888 zum Verkauf der Burg an die South Eastern Railway, die sie in einen Bahnhof umwandeln wollte. Sie wurde dann aber an Privatleute weiterverkauft und ein kleines Museum in ihr angelegt, das von Zeit zu Zeit zum Eintrittspreis von einem Penny für die Öffentlichkeit zugänglich gemacht wurde.

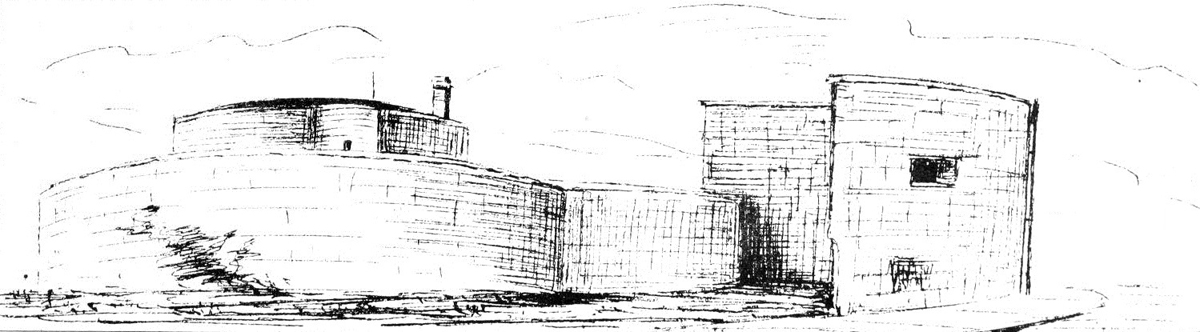
Skizzen von Sandgate Castle 1893 von E. Kennett, von Nordosten …
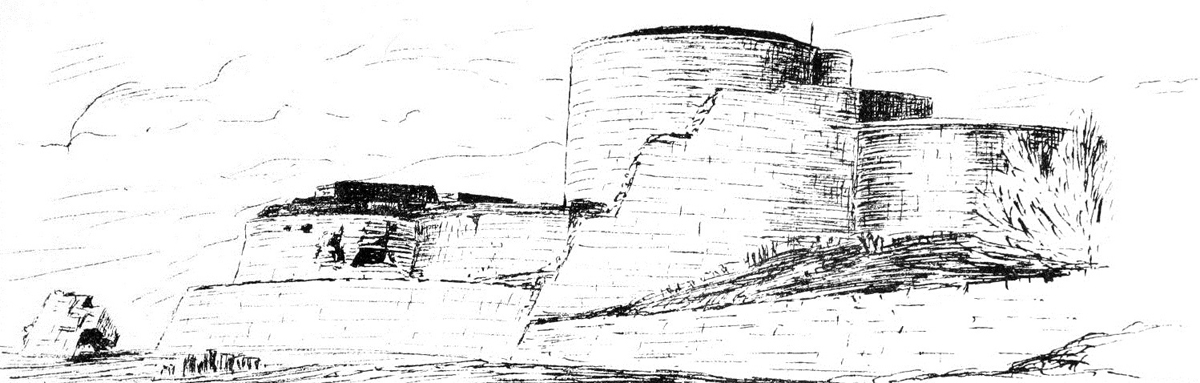
… und Südosten
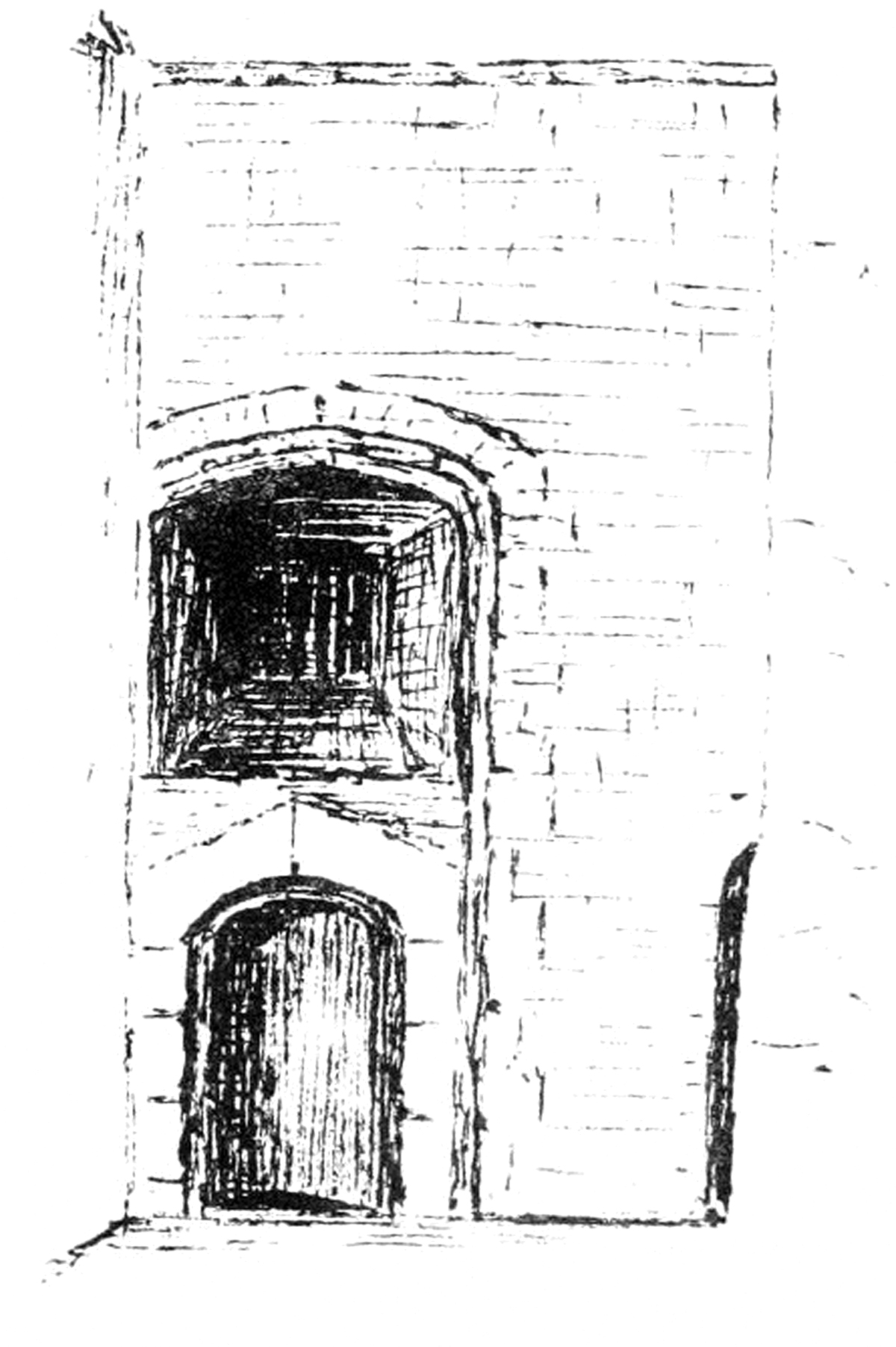
Der Haupteingang ins Torhaus …
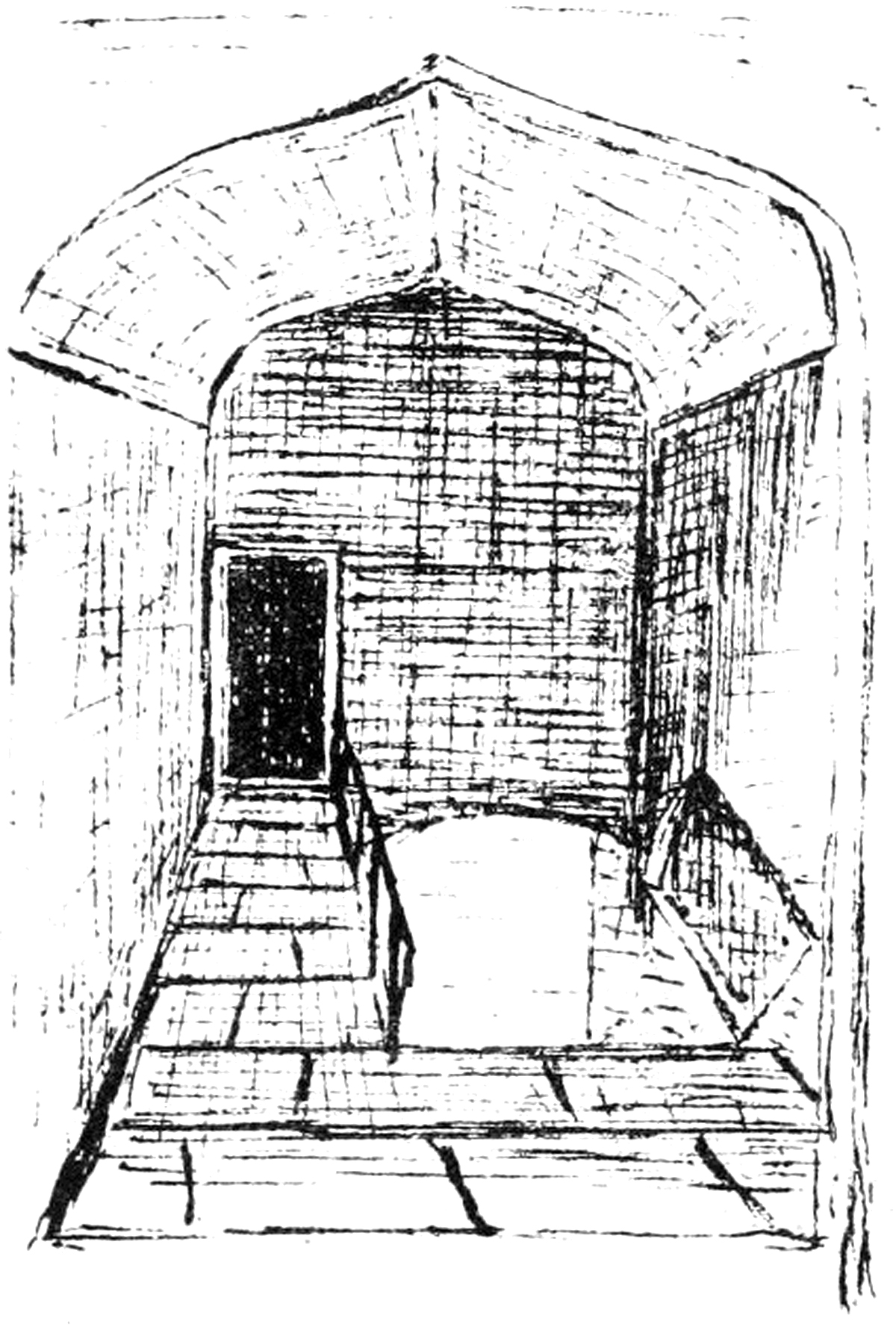
… und das Innere …
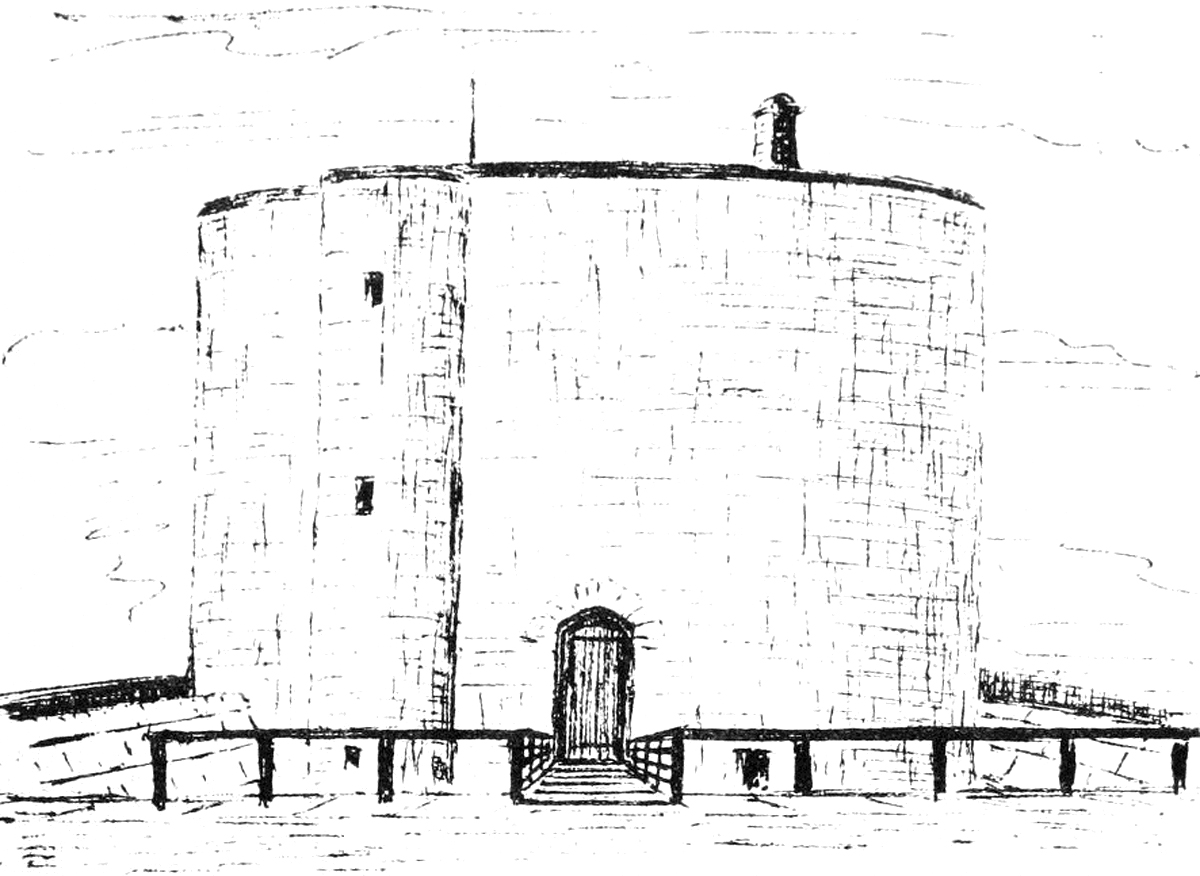
… und der Donjon.

### 20. und 21. Jahrhundert

Grundriss von Sandgate Castle im 21. Jahrhundert: A – Torhaus; B – Nordwestbastion, abgedeckt; C – Magazin, abgedeckt; D – Nordostbastion, offen; E – Donjon; F – Strand und Mauer zum Meer hin

Die sich zurückziehende Küstenlinie bedrohte weiterhin Sandgate Castle und starke Stürme in den Jahren 1927 und 1950 unterminierten große Teile der Burg. Als Anfang der 1950er-Jahre eine neue Mauer zum Meer hin gebaut wurde, war bereits das südliche Drittel der Burg vollkommen zerstört.
1975 begannen Peter und Barbara McGregor mit der Restaurierung der Ruinen des Forts mit Unterstützung durch das Department of the Environment, das Kent County Council und die British Army. Als Teil dieses Projektes wurden zwischen 1975 und 1979 vom Archäologen Edward Harris Untersuchungen durchgeführt. Der Teil der Esplanade von 1806 um die Nordostbastion wurden ausgegraben, wobei das tiefer liegende Mauerwerk des Turms aus dem 16. Jahrhundert und die Ostseite des Magazins von 1859 zum Vorschein kamen und eine Stützwand zur Sicherung der neu entdeckten Mauern gebaut wurde. So entstanden zwei Ebenen der Vorburg, eine höhere auf der Westseite und eine tiefere auf der Ostseite. Der Donjon wurde in ein Privathaus umgewandelt und ein neuer Wintergarten auf seiner Geschützplattform errichtet. 2000 kauften Geoffrey Boot und seine Gattin die Burg, die heute von Boots Firma, der AMT South Eastern Ltd, genutzt wird.
English Heritage hat die Burg als historisches Bauwerk I. Grades gelistet. Die beiden Hauptbücher des ursprünglichen Baus aus dem 16. Jahrhundert, die vom Projektschreiber Thomas Busshe verfasst wurden, liegen heute in der British Library. Sie umfassen 350 Seiten und bilden, wie es der Geschichtswissenschaftler Peter Harrington beschreibt, „die komplettesten Bauaufzeichnungen einer Festung aus der Tudorzeit“.